# K. Honnalagere, Maddur
K. Honnalagere là một làng thuộc tehsil Maddur, huyện Mandya, bang Karnataka, Ấn Độ.